# لیو یونینگ
لیو یونینگ (چینی ساده: 刘宇宁; چینی سنتی: 劉宇寧; پین‌یین: Liú Yǔníng؛ زادهٔ ۸ ژانویه ۱۹۹۰) خواننده و بازیگر اهل چین است. او خواننده اصلی گروه مدرن برادرز است. در سال ۲۰۱۷، لیو به دلیل انجام کاورهای موسیقی در پلتفرم‌های وای‌وای. کام و تیک‌تاک و اینستاگرام به شهرت رسید و نخستین تک‌آهنگ خود را با نام تخیل در ۱۵ سپتامبر ۲۰۱۸ منتشر کرد. لیو در سال ۲۰۱۹ نخستین آلبوم استودیویی خود را به نام Ten منتشر کرد و نخستین تور کنسرت را با عنوان Growing Storm در سال ۲۰۲۰ برگزار کرد. فوربز چین، لیو را در فهرست ۳۰ شخص زیر ۳۰ سال آسیا در سال ۲۰۱۹ قرار داد. علاوه بر خوانندگی، لیو به دلیل بازی در مجموعه‌های تلویزیونی شناخته می‌شود.